# Särslöv
Särslöv är en by i Södervidinge socken i Kävlinge kommun. Statistiska Centralbyrån har för bebyggelsen i orten avgränsat två småorter, där den i norr är störst.